# CERN httpd
Az eredeti, első generációs HTTP-szerver, amelyet néhányan a Web Volkswagen-jének neveznek.
A CERN httpd (később W3C httpd-ként ismert) egy webszerver volt, amit eredetileg a CERN-nél fejlesztett ki 1990-től Tim Berners-Lee, Ari Luotonen és Henrik Frystyk Nielsen. A webszervert C nyelven írták. Ez volt az első webszerver szoftver a világon. 1990. Karácsony napján ment élesbe.

## Története

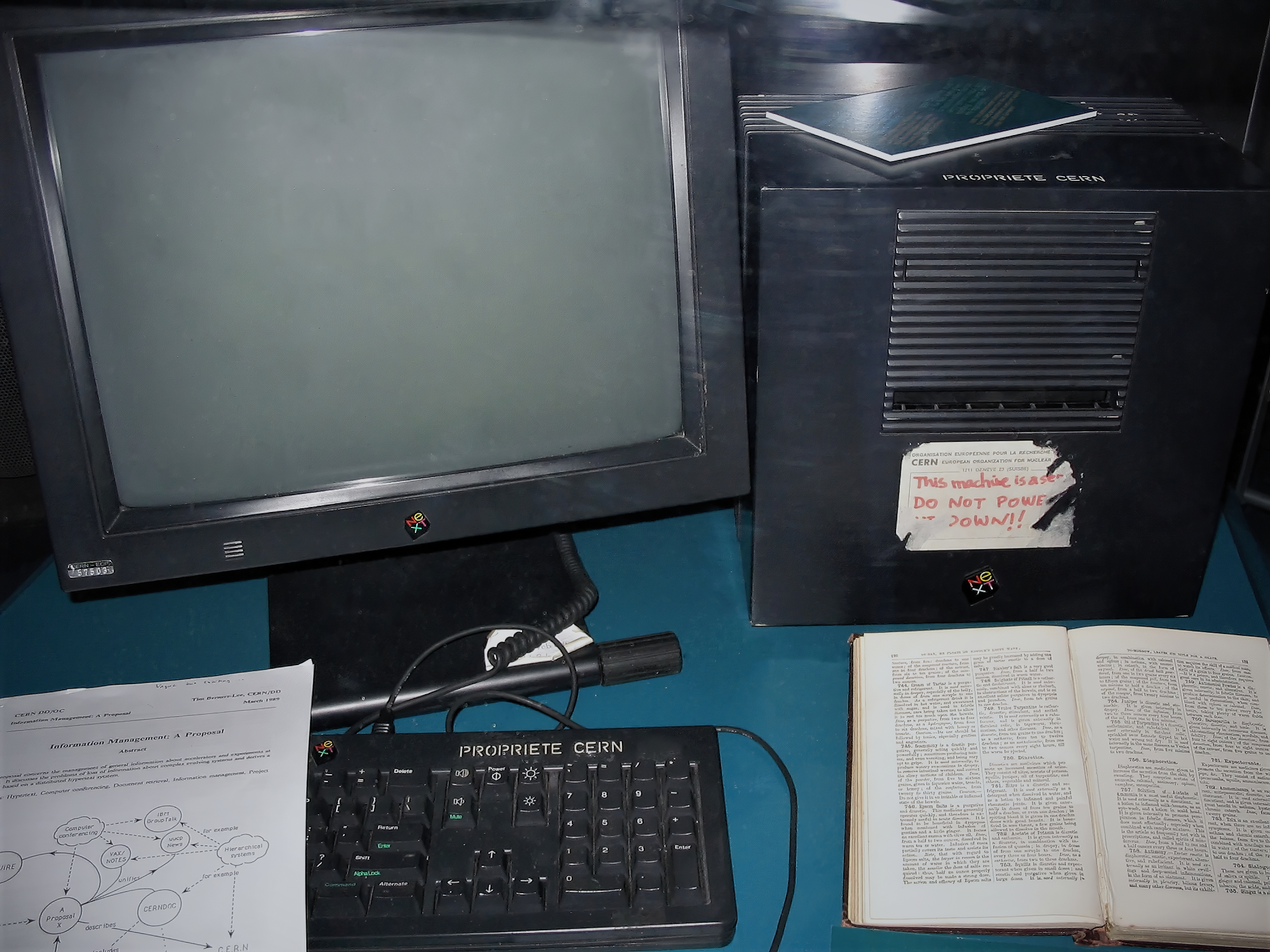
A fenti NeXT Computert használta Tim Berners-Lee a CERN-ben, amely így a világ első webszerverévé vált

A CERN httpd-t eredetileg egy NeXT Computer-on fejlesztették, amelyen NeXTSTEP operációs rendszer futott, majd később portolták más Unix-szerű operációs rendszerekre, valamint OpenVMS-re. 
A szerver proxyszerverként is konfigurálható web.
1991 júniusában kiadták 0.1-es verziót.
1991 augusztusában, Berners-Lee közzétette az alt.hypertext Usenet newsgroup-on a szerver kiszolgálófolyamat (daemon) és más World Wide Web szoftver forráskódjának elérhetőségét a CERN FTP webhelyén.
A szervert a Hypertext 91 konferencián mutatták be San Antonio-ban, majd ezt követően vált részévé a CERN Program könyvtárnak (CERNLIB).
A szerver későbbi verziói a libwww könyvtárat vették alapul. 
A CERN httpd fejlesztést később átvette a W3C, az utolsó verziót, a 3.0A-t 1996 július 15-n adták ki. 1996-tól a továbbiakban a W3C a hangsúlyt Java-alapú Jigsaw szerver fejlesztésére helyezte.

## Fordítás
Ez a szócikk részben vagy egészben  a   CERN httpd című angol Wikipédia-szócikk ezen változatának fordításán alapul.  Az eredeti cikk szerkesztőit annak laptörténete sorolja fel. Ez a jelzés csupán a megfogalmazás eredetét és a szerzői jogokat jelzi, nem szolgál a cikkben szereplő információk forrásmegjelöléseként.